# Sui Xinmei
Sui Xinmei (隋新梅S, Suí XīnméiP; Shandong, 29 gennaio 1965) è un'ex pesista cinese, argento olimpico ad Atlanta 1996 e campionessa mondiale indoor nel 1991.

## Palmarès
| Anno | Manifestazione  | Sede       | Evento         | Risultato | Misura  | Note                  |
| ---- | --------------- | ---------- | -------------- | --------- | ------- | --------------------- |
| 1990 | Giochi asiatici | Pechino    | Getto del peso | Oro       | 20,55 m |                       |
| 1991 | Mondiali indoor | Siviglia   | Getto del peso | Oro       | 20,54 m | Record dei campionati |
| 1993 | Mondiali        | Stoccarda  | Getto del peso | 4ª        | 19,61 m |                       |
| 1994 | Giochi asiatici | Hiroshima  | Getto del peso | Oro       | 20,45 m |                       |
| 1995 | Mondiali indoor | Barcellona | Getto del peso | 5ª        | 18,81 m |                       |
| 1995 | Mondiali        | Göteborg   | Getto del peso | 5ª        | 19,09 m |                       |
| 1996 | Olimpiadi       | Atlanta    | Getto del peso | Argento   | 19,88 m |                       |